# 대한면역학회
대한면역학회는 기초 및 임상 면역학 분야의 학술발전에 기여함으로써 과학기술의 진흥과 인류 건강 증진에 이바지함을 목적으로 2009년 11월 6일 설립허가된 대한민국 미래창조과학부 소관의 사단법인이다. 사무실은 서울특별시 강남구 테헤란로7길 22, 신관701호 (역삼동, 과학기술회관)에 있다.